# Án lệ 18/2018/AL
Án lệ 18/2018/AL về hành vi giết người đang thi hành công vụ trong tội giết người là án lệ công bố thứ 18 thuộc lĩnh vực hình sự của Tòa án nhân dân tối cao tại Việt Nam, được Hội đồng Thẩm phán Tòa án nhân dân tối cao thông qua, Chánh án Tối cao Nguyễn Hòa Bình ra quyết định công bố ngày 6 tháng 11 năm 2018, và có hiệu lực cho tòa án các cấp trong cả nước nghiên cứu, áp dụng trong xét xử từ ngày 3 tháng 12 năm 2018. Án lệ 18 dựa trên nguồn là Bản án phúc thẩm số 331 ngày 28 tháng 5 năm 2018 của Tòa án nhân dân cấp cao tại Hà Nội về vụ án giết người, nội dung xoay quanh tội giết người; cảnh sát giao thông; và giết người đang thi hành công vụ.
Trong vụ án, Phan Thành Hưng và Từ Công Thọ là lái xe và phụ lái điều khiển xe ô tô vận tải hàng hóa tuyến đường Bắc Nam. Trong hoạt động này, hai người phối hợp làm giả giấy phép lái xe FC, lừa dối cơ quan hành chính. Năm 2017, trong quá trình di chuyển, Phan Thành Hưng lái chính, đi qua tỉnh Hà Tĩnh thì vi phạm quy định về quá tốc độ, bị tổ cảnh sát giao thông dừng xe nhưng không chấp nhận, tiếp tục di chuyển gây thương tích cho cảnh sát, bị bắt giữ, khởi tố, điều tra và truy tố trách nhiệm hình sự. Từ đây, vụ án được chọn làm án lệ để xác định tội giết người trong trường hợp phạm tội chưa đạt.

## Nội dung vụ án

### Hành vi

#### Cảnh sát giao thông
Theo bản cáo trạng và bản án sơ thẩm của Tòa án nhân dân tỉnh Hà Tĩnh, nội dung vụ án được tóm tắt như sau: ngày 30 tháng 6 năm 2017, trong quá trình thực hiện kế hoạch của Phòng Cảnh sát giao thông đường bộ – đường sắt Công an tỉnh Hà Tĩnh (PC67), Tổ tuần tra kiểm soát gồm: Võ Hoàng Nguyên, Nguyễn Anh Đức, Lê Hồ Việt Anh và Dương Hoài Nam (do Võ Hoàng Nguyên làm tổ trưởng) thực hiện nhiệm vụ tuần tra kiểm soát, xử lý vi phạm về an toàn giao thông từ Km468 đến Km517, Quốc lộ 1. Dương Hoài Nam được giao nhiệm vụ sử dụng máy kiểm tra tốc độ phương tiện giao thông, đo tốc độ phương tiện tại Km11+450 đường tránh thành phố Hà Tĩnh, thuộc xã Thạch Đài, huyện Thạch Hà, tỉnh Hà Tĩnh. Ba cảnh sát giao thông còn lại có nhiệm vụ dừng, kiểm tra, kiểm soát và xử lý đối với các phương tiện vi phạm tại Km488+650 Quốc lộ 1, thuộc địa phận xã Vượng Lộc, huyện Can Lộc, tỉnh Hà Tĩnh.
Cùng ngày, Từ Công Thọ (gọi tắt: Thọ) và Phan Thành Hưng (gọi tắt: Hưng) điều khiển xe đầu kéo kéo theo moóc và bán moóc lưu thông từ Nam ra Bắc. Khi đến địa phận tỉnh Quảng Bình thì xe do Phan Thành Hưng điều khiển, còn Từ Công Thọ nằm ngủ trong buồng lái. Lúc 15 giờ 28 phút cùng ngày, khi Hưng điều khiển xe đến Km11+450 đường tránh thành phố Hà Tĩnh thì Cảnh sát Hoài Nam dùng máy kiểm tra tốc độ phương tiện và phát hiện xe ô tô đầu kéo do Hưng điều khiển vi phạm tốc độ 66/60 km/h nên đã thông báo và gửi hình ảnh vi phạm bằng tin nhắn qua điện thoại di động cho Tổ tuần tra làm nhiệm vụ tại Km488+700 Quốc lộ 1 biết để xử lý.

#### Tình tiết
Đến 16 giờ 05 phút cùng ngày, khi xe ô tô đầu kéo do Hưng điều khiển đi đến Km488+650 Quốc lộ 1 thì bị Tổ tuần tra ra tín hiệu dừng phương tiện. Sau khi Hưng cho xe dừng lại, Cảnh sát Nguyễn Anh Đức đã thông báo lỗi, cho Hưng xem hình ảnh vi phạm và yêu cầu xuất trình giấy tờ. Tuy nhiên Hưng cho rằng xe mình không vi phạm tốc độ, nên không xuất trình giấy tờ rồi tranh cãi với Cảnh sát Đức và các thành viên trong Tổ tuần tra đang làm nhiệm vụ. Đồng thời, Hưng lấy máy điện thoại di động có hiển thị hình ảnh tốc độ của xe mình để đối chiếu. Tổ tuần tra giải thích nhưng Hưng vẫn không chấp nhận mà tiếp tục tranh cãi, sau đó lên xe ô tô đóng cửa lại (xe vẫn đang nổ máy).
Lúc này, Cảnh Lê Hồ Việt Anh đang đứng phía trước bên phải đầu xe, còn Cảnh sát Đức đang đứng phía trước bên trái cách đầu xe khoảng một mét, ra hiệu cho Hưng không được điều khiển xe di chuyển. Tuy vậy, Hưng không chấp hành hiệu lệnh mà bất ngờ điều khiển xe lao thẳng vào Cảnh sát Anh và Đức đang đứng phía trước đầu xe để bỏ chạy. Thấy vậy, Cảnh sát Anh nhảy ra lề đường phía bên phải tránh được, còn Cảnh sát Đức không kịp tránh nên buộc phải bám vào cọng gương chiếu hậu phía trước bên trái trên nắp capo của xe. Mặc dù thấy Cảnh sát Đức đang bám vào cọng gương chiếu hậu nhưng Hưng vẫn tiếp tục điều khiển xe tăng tốc. Khi đến Km488+250 Quốc lộ 1 (cách vị trí xuất phát khoảng 400 mét), lúc này xe của Hưng điều khiển đang chạy ở làn đường bên phải, mặc dù phía trước không có chướng ngại vật hoặc xe cùng chiều nhưng Hưng bất ngờ đánh lái mạnh về phía bên trái, chuyển hướng đầu xe vào sát dải phân cách cứng giữa đường, mục đích để hất Cảnh sát Đức xuống nhằm bỏ chạy. Do lúc này Cảnh sát Đức chỉ bám hai tay vào cọng gương chiếu hậu của xe, hai chân không có điểm tựa nên khi xe đánh lái đột ngột đã bị văng khỏi xe va vào dải phân cách cứng, rồi rơi xuống mặt đường.

#### Bắt giữ
Sau khi đánh lái đột ngột hất Cảnh sát Đức rơi xuống đường, Hưng vẫn không dừng lại mà tiếp tục điều khiển xe bỏ chạy, không chấp hành hiệu lệnh dừng xe của Tổ tuần tra. Đến Km488 Quốc lộ 1, khi lực lượng Cảnh sát giao thông Công an tỉnh Hà Tĩnh dùng xe chuyên dụng chặn xe lại thì Hưng mới chịu dừng xe nhưng vẫn không chấp hành mà tiếp tục xuống xe tranh cãi với người thi hành công vụ rồi lên xe đóng cửa ngồi trên xe không hợp tác, sau đó điều khiển xe chắn ngang đường gây ách tắc giao thông. Công an huyện Can Lộc đã phối hợp với Phòng Cảnh sát giao thông Công an tỉnh Hà Tĩnh buộc Hưng điều khiển xe vào lề đường và đưa về trụ sở Công an huyện Can Lộc giải quyết. Quá trình Hưng thực hiện hành vi trên có Trần Trung Đ là hành khách đi trên xe taxi dùng máy di động quay lại diễn biến sự việc.

### Hậu quả
Trong thời gian xử lý vụ việc, Cảnh sát Đức sau khi rơi xuống mắt đường đã bị thương nặng, được đưa đi cấp cứu tại Bệnh viện đa khoa thị xã Hồng Lĩnh, sau đó chuyển đến điều trị tại Bệnh viện hữu nghị Việt Đức, đến ngày 10 tháng 7 năm 2017 được chuyển về điều trị tại Bệnh viện đa khoa tỉnh Hà Tĩnh cho đến ngày 18 tháng 7 năm 2017 thì ra viện. Tại bản kết luận giám định pháp y về thương tích số 87 ngày 18 tháng 9 năm 2017 của Trung tâm Pháp y tỉnh Hà Tĩnh đối với thương tích của Nguyễn Anh Đức, xác định anh gặp chấn thương sọ não: đụng dập nhu mô não thùy trán trái, vỡ xương đỉnh phải; vùng đỉnh đầu sẹo vết thương kích thước 2,5 cm x 0,2 cm; vùng thùy thái dương phải sẹo vết thương 1,5 cm x 0,2 cm. Chụp X quang: hình ảnh gãy 1/3 trên xương mác trái đã có can xương. Kết luận: tỷ lệ tổn thương cơ thể do thương tích gây nên hiện tại là 40%.

### Điều tra

#### Nguyên nhân
Quá trình điều tra, Hưng trình bày xe ô tô Hưng điều khiển không vi phạm tốc độ, theo thiết bị giám sát hành trình VTR01 lắp trên xe ô tô đầu kéo phản ánh trên đoạn đường tránh thành phố Hà Tĩnh xe ô tô chạy tốc độ dưới 60 km/h. Tuy nhiên, thiết bị giám sát hành trình VTR01 lắp đặt trên xe ô tô đầu kéo có sai số 5 km/h và cập nhật tốc độ của xe với thời gian 10 giây/01 lần. Trong khi đó, máy kiểm tra tốc độ phương tiện giao thông được kiểm định có đặc trưng kỹ thuật đo lường: phạm vi đo 8 – 320 km/h, cấp chính xác 2 km/h và đo trực tiếp tốc độ của phương tiện đang lưu thông. Trong vụ việc này, Hưng phải có trách nhiệm chấp hành hiệu lệnh, xuất trình giấy tờ theo yêu cầu của người thi hành công vụ, nếu không đồng ý với kết quả xử lý thì có thể khiếu nại. Tuy nhiên, do lo sợ bị phát hiện việc sử dụng giấy phép lái xe giả nên Hưng không chấp hành và gây án.

#### Làm giả
Khoảng tháng 10 năm 2016, Hưng có giấy phép lái xe hạng C, được Từ Công Thọ nhận làm phụ xe ô tô đầu kéo đi cùng Thọ vận chuyển hàng hóa. Quá trình làm phụ xe, Thọ thấy Hưng có thể điều khiển được xe ô tô đầu kéo, nhưng Hưng chưa đủ tuổi để được cấp phép lái xe hạng FC. Khoảng tháng 2 năm 2017, Thọ lấy ảnh của Hưng rồi liên hệ với một người không quen ở thành phố Hải Phòng làm một giấy phép lái xe hạng FC giả, số: 520144004729 mang tên Lưu Văn Châu có gắn ảnh của Hưng với giá 2,5 triệu đồng rồi giao cho Hưng sử dụng để đối phó, lừa dối khi bị các cơ quan chức năng kiểm tra.
Ngày 30 tháng 6 năm 2017, khi làm việc với Cơ quan Cảnh sát điều tra Công an huyện Can Lộc, Hưng đã xuất trình giấy phép lái xe giả hạng FC mang tên Lưu Văn Châu. Đồng thời, cả Hưng và Thọ đều khai tên của Hưng là Lưu Văn Châu nhằm lừa dối cơ quan điều tra. Do vậy, Cơ quan Cảnh sát điều tra đã ra các quyết định tố tụng đối với Hưng nhưng mang tên giả Lưu Văn Châu.
Trong quá trình điều tra còn xác định: vào hồi 16 giờ 50 phút ngày 22 tháng 4 năm 2017, tại Km1060+400 QL.1 thuộc địa phận tỉnh Quảng Ngãi, Hưng điều khiển xe ô tô vi phạm lỗi chuyển hướng không có tín hiệu rẽ và đã sử dụng giấy phép lái xe giả mang tên Lưu Văn Châu để lừa dối Tổ tuần tra kiểm soát Phòng Cảnh sát giao thông Công an tỉnh Quảng Ngãi. Tại bản kết luận giám định số 10 ngày 5 tháng 7 năm 2017 của Phòng Kỹ thuật hình sự Công an tỉnh Hà Tĩnh xác định: giấy phép lái xe số 520144004729 mang tên Lưu Văn Châu, cấp ngày 18 tháng 11 năm 2015 là giấy phép lái xe giả.

#### Vật chứng
Trong quá trình điều tra, vật chứng thu giữ gồm: một xe ô tô đầu kéo nhãn hiệu Freightliner, các giấy tờ liên quan đến xe; giấy phép lái xe hạng FC giả mang tên Lưu Văn Châu, giấy phép lái xe hạng C mang tên Phan Thành Hưng do Sở Giao thông Vận tải tỉnh Bình Định cấp; giấy chứng minh nhân dân của Phan Thành Hưng do Công an tỉnh Bình Định cấp; một chiếc điện thoại di động hiệu Arbutus màu vàng, màn hình cảm ứng, số IMEI: 355052654004631, 355052654004649, máy đã qua sử dụng; USB nhãn hiệu Kingston, dung lượng 8GB, trên bề mặt có chữ DT101 G2 có lưu trữ tập tin video: IMG-1245.MOV thời lượng 00 phút 37 giây; USB nhãn hiệu Apacer dung lượng 8GB lưu trữ hai tập tin video: IMG-0507.MOV thời lượng hai phút 58 giây và video: IMG-0509.MOV thời lượng ba phút 04 giây; USB nhãn hiệu Kingston, dung lượng 8GB, trên bề mặt có chữ DT101.G2 có lưu trữ tập tin video: IMG-1689.MOV thời lượng năm phút 10 giây. Cơ quan Cảnh sát điều tra Công an tỉnh Hà Tĩnh đã trả lại chiếc xe ô tô đầu kéo và các giấy tờ liên quan cho chủ sở hữu là Công ty Trách nhiệm hữu hạn Vận tải và Thương mại tổng hợp T; ba chiếc USB đang được lưu giữ theo hồ sơ vụ án, còn các vật chứng khác được chuyển đến Cục thi hành án dân sự tỉnh Hà Tĩnh để quản lý.

## Sơ thẩm
Với hành vi trên, ngày 13 tháng 10 năm 2017, Viện kiểm sát nhân dân tỉnh Hà Tĩnh đã truy tố Phan Thành Hưng về tội giết người theo Bộ luật Hình sự 1999, và tội làm giả tài liệu của cơ quan, tổ chức. Truy tố Từ Công Thọ về tội làm giả tài liệu của cơ quan, tổ chức.
Ngày 26 tháng 12 năm 2017, phiên hình sự sơ thẩm diễn ra tại trụ sở tòa ở số 94 đường Phan Đình Phùng, phường Tân Giang, thành phố Hà Tĩnh, Tòa án nhân dân tỉnh Hà Tĩnh đã quyết định: tuyên bố bị cáo Phan Thành Hưng phạm tội giết người và tội làm giả tài liệu của cơ quan, tổ chức, bị cáo Từ Công Thọ phạm tội làm giả tài liệu của cơ quan, tổ chức. Áp dụng quy phạm pháp luật, xử phạt bị cáo Phan Thành Hưng tám năm tù về tội giết người, và hai năm tù về tội làm giả tài liệu của cơ quan, tổ chức. Tổng hợp hình phạt của hai tội buộc Phan Thành Hưng phải chịu hình phạt chung là 10 năm tù. Thời gian chấp hành hình phạt tù tính từ ngày bị tạm giữ, tạm giam từ ngày 30 tháng 6 năm 2017. Xử phạt bị cáo Từ Công Thọ hai năm tù. Thời hạn chấp hành hình phạt tù tính từ ngày bị cáo thi hành án. Ngoài ra Tòa án sơ thẩm còn quyết định về xử lý vật chứng, án phí hình sự sơ thẩm, thông báo quyền kháng cáo theo quy định của pháp luật.

## Phúc thẩm

### Các bên
Ngày 3 tháng 1 năm 2018, bị cáo Phan Thành Hưng kháng cáo xin được giảm hình phạt; bị cáo Từ Công Thọ kháng cáo xin giảm hình phạt và đề nghị được hưởng án treo. Ngày 28 tháng 5 năm 2018, phiên phúc thẩm diễn ra tại trụ sở tòa ở ngõ 01 phố Phạm Văn Bạch, phường Yên Hoà, quận Cầu Giấy, Hà Nội. Tại phiên tòa, bị cáo Phan Thành Hưng đã khai nhận toàn bộ hành vi giết người và hành vi làm giả tài liệu của cơ quan, tổ chức như đã được nêu trên. Bị cáo trình bày, Tòa án cấp sơ thẩm xử phạt quá nặng, đề nghị Hội đồng xét xử xem xét giảm hình phạt cho bị cáo. Bị cáo Từ Công Thọ đã khai nhận toàn bộ hành vi làm giả tài liệu của cơ quan, tổ chức như đã được nêu trên, bị cáo trình bày, bị cáo phạm tội lần đầu thuộc trường hợp ít nghiêm trọng, đã thành khẩn khai báo, ăn năn hối cải, bồi thường thiệt hại, gia đình bị cáo có hoàn cảnh khó khăn, đề nghị Hội đồng xét xử xem xét cho bị cáo được cải tạo tại địa phương.
Đại diện Viện kiểm sát nhân dân cấp cao tại Hà Nội phát biểu quan điểm về việc giải quyết vụ án như sau: có đủ chứng cứ để kết luận bị cáo Phan Thành Hưng đã phạm tội giết người và tội làm giả tài liệu của cơ quan, tổ chức. Đối với bị cáo Từ Công Thọ đã phạm tội làm giả tài liệu của cơ quan, tổ chức. Sau khi đánh giá tính chất và mức độ nghiêm trọng của hành vi phạm tội của các bị cáo; xem xét nhân thân; các tình tiết giảm nhẹ trách nhiệm hình sự của các bị cáo, đại diện Viện kiểm sát nhân dân cấp cao tại Hà Nội đề nghị Hội đồng xét xử không chấp nhận kháng cáo của bị cáo Phan Thành Hưng, giữ nguyên quyết định của bản án sơ thẩm; chấp nhận kháng cáo của bị cáo Từ Công Thọ, giữ nguyên hình phạt và cho hưởng án treo, ấn định thời gian thử thách theo quy định của pháp luật.
Luật sư bào chữa cho bị cáo Phan Thành Hưng phát biểu ý kiến: không tham gia tranh luận về tội danh và khung hình phạt, đề nghị Hội đồng xét xử áp dụng các tình tiết giảm nhẹ và giảm hình phạt cho bị cáo Phan Thành Hưng. Trong phần tranh luận, đại diện Viện kiểm sát nhân dân cấp cao, Luật sư và các bị cáo vẫn giữ nguyên ý kiến của mình.

### Nhận định của Tòa án

#### Nội dung
Nhận định của Tòa án nhân dân cấp cao tại Hà Nội, Bản án hình sự phúc thẩm 331/2018/HS-PT.
Tại phiên tòa, Hội đồng xét xử đã có những nhận đinh. Về lời khai nhận tội của bị cáo Phan Thành Hưng và Từ Công Thọ phù hợp với lời khai của người bị hại, lời khai của người làm chứng, kết luận giám định và các tài liệu chứng cứ khác có trong hồ sơ vụ án. Do đó, có đủ cơ sở kết luận: bị cáo Phan Thành Hưng điều khiển xe ô tô đầu kéo đi đến Km488+650 Quốc lộ 1 thì bị tổ tuần tra cảnh sát giao thông dừng xe vì đã vi phạm về tốc độ. Bị cáo Phan Thành Hưng đã không chấp hành vì cho rằng mình không vi phạm tốc độ, nên đã tranh cãi và điều khiển xe đâm thẳng vào Cảnh sát Nguyễn Anh Đức và Lê Hồ Việt Anh là cảnh sát giao thông đang làm nhiệm vụ, khi những người này đang đứng trước đầu xe ô tô. Lê Hồ Việt Anh nhảy sang lề đường tránh được, còn Nguyễn Anh Đức buộc phải bám vào cọng gương chiếu hậu phía trước bên trái đầu xe.
Phan Thành Hưng và Từ Công Thọ còn có hành vi phạm tội như sau: bị cáo Thọ biết rõ bị cáo Hưng chưa có giấy phép lái xe hạng FC và chưa đủ tuổi để được cấp giấy phép lái xe hạng FC, nhưng đã thuê một người ở Hải Phòng làm giấy phép lái xe hạng FC giả, nhằm lừa dối cơ quan chức năng khi điều khiển xe trên đường. Khi có giấy phép lái xe giả do Thọ cung cấp, Hưng đã hai lần sử dụng giấy phép lái xe giả để lừa dối cảnh sát giao thông tỉnh Quảng Ngãi và Công an huyện Can Lộc, tỉnh Hà Tĩnh. Hành vi sử dụng giấy phép lái xe giả lừa dối cơ quan chức năng nêu trên của Hưng thì Thọ đều biết.

#### Phần kháng cáo
Xét kháng cáo của các bị cáo, Hội đồng xét xử, xét thấy: hành vi giết người do bị cáo Hưng thực hiện là nguy hiểm, đã trực tiếp xâm phạm tính mạng của người khác, gây ảnh hưởng xấu đến trật tự an toàn giao thông công cộng. Hành vi làm giả tài liệu của cơ quan, tổ chức do các bị cáo Thọ và Hưng thực hiện đã trực tiếp xâm phạm trật tự quản lý hành chính, do đó, cần được xử lý nghiêm minh trước pháp luật. Bị cáo Hưng là người có nhân thân tốt, không có tiền án, tiền sự; quá trình điều tra và tại phiên tòa đã thành khẩn khai báo, ăn năn hối cải; tự nguyện bồi thường cho người bị hại để khắc phục hậu quả, người bị hại có đề nghị giảm hình phạt cho bị cáo; bị cáo có hoàn cảnh khó khăn, thuộc hộ nghèo của địa phương; hành vi phạm tội do bị cáo thực hiện thuộc trường hợp phạm tội chưa đạt; ngoài ra, bị cáo còn có ông ngoại có công với cách mạng được hưởng chế độ như thương binh. Như vậy, bị cáo Hưng được hưởng các tình tiết giảm nhẹ theo Bộ luật Hình sự năm 1999. Do đó có căn cứ để giảm một phần hình phạt cho bị cáo về tội giết người, giữ nguyên hình phạt về tội làm giả tài liệu của cơ quan, tổ chức.
Đối với bị cáo Thọ: là người có nhân thân tốt, không có tiền án, tiền sự. Quá trình khai báo thành khẩn, tỏ thái độ ăn ăn hối cải; bị cáo đã cùng gia đình bị cáo Hưng bồi thường cho người bị hại để khắc phục hậu quả; bị cáo có hoàn cảnh khó khăn là lao động chính trong gia đình; bị cáo có nơi cư trú rõ ràng. Xét thấy không cần thiết bắt bị cáo phải chấp hành hình phạt tù, cho bị cáo được cải tạo tại địa phương cũng đủ điều kiện để giáo dục bị cáo và phòng ngừa chung. Do đó, có đủ căn cứ để chấp nhận kháng cáo của bị cáo Thọ. Các quyết định khác của bản án sơ thẩm không có kháng cáo, kháng nghị có hiệu lực pháp luật kể từ ngày hết thời hạn kháng cáo, kháng nghị. Các bị cáo Hưng và Thọ không phải chịu án phí hình sự phúc thẩm.

### Quyết định
Từ những nhận định này, Hội đồng xét xử Tòa án nhân dân cấp cao tại Hà Nội căn cứ Bộ luật Tố tụng hình sự 2015, ra quyết định: chấp nhận một phần kháng cáo của bị cáo Hưng, sửa bản án sơ thẩm. Xử phạt bị cáo Phan Thành Hưng bảy năm tù về tội giết người; hai năm tù về tội làm giả tài liệu của cơ quan, tổ chức. Tổng hợp hình phạt chung của hai tội là chín năm tù. Thời hạn chấp hành hình phạt tù tính từ ngày 30 tháng 6 năm 2017. Chấp nhận kháng cáo của bị cáo Từ Công Thọ, sửa bản án sơ thẩm, xử phạt bị cáo Thọ hai năm tù nhưng cho hưởng án treo về tội làm giả tài liệu của cơ quan, tổ chức, thời gian thử thách là bốn năm kể từ ngày tuyên án phúc thẩm. Giao bị cáo Từ Công T cho Ủy ban nhân dân thị trấn O (huyện D, tỉnh Bình Định) để giám sát, giáo dục trong thời gian thử thách. Trường hợp người được hưởng án treo thay đổi nơi cư trú thì thực hiện theo quy định tại của Luật Thi hành án hình sự. Các quyết định khác của bản án sơ thẩm không có kháng cáo, kháng nghị có hiệu lực pháp luật kể từ ngày hết thời hạn kháng cáo, kháng nghị. Bản án phúc thẩm có hiệu lực pháp luật kể từ ngày tuyên án.